# Königswalde
För andra betydelser, se Königswalde (olika betydelser).
Königswalde är en kommun och ort i Landkreis Erzgebirgskreis i förbundslandet Sachsen i Tyskland, nära staden Annaberg-Buchholz. Kommunen har cirka 2 200 invånare.
Kommunen ingår i förvaltningsområdet Bärenstein tillsammans med kommunen Bärenstein.